# Malgasodes
Malgasodes – rodzaj roztocza z kohorty mechowców i rodziny Carabodidae.
Rodzaj ten został utworzony w 2000 roku przez Sándora Mahunkę, a jego gatunkiem typowym ustanowiony Malgasodes curvisetus. W 2014 roku Nestor Fernandez, Pieter Theron, Christine Rollard i Elio Rodrigo Castillo dokonali jego redeskrypcji.
Roztocze te mają prodorsum z wyniesionymi wyrostkami, lamellami położonymi grzbietowo-bocznie, botridiami o gładkich pierścieniach i z ząbkami oraz pozbawione wgłębienia tylnego. Ich notogaster odznacza się wyraźnym wgłębieniem przednim, a na jego chetotaksję składa się 14 par szczecinek: po cztery pary wewnątrz i dookoła wgłębienia, po dwie pary z tyłu i na zewnątrz od wgłębienia oraz cztery pary na brzegach. Szczeciny notogastralne i interlamellarne są, z wyjątkiem tych na brzegach, długie i proste. Notogastralna granica tektum nie przedłużona jest w limbus. Występują cztery pary szczecin genitalnych, trzy pary adanalnych i dwie pary analnych. Szczeciny aggenitalne położone są za otworem płciowym.
Rodzaj obejmuje dwa gatunki znane tylko z Madagaskaru:
- Malgasodes curvisetus Mahunka, 2000
- Malgasodes hungarorum Mahunka, 2000